# Gabriela Montaño

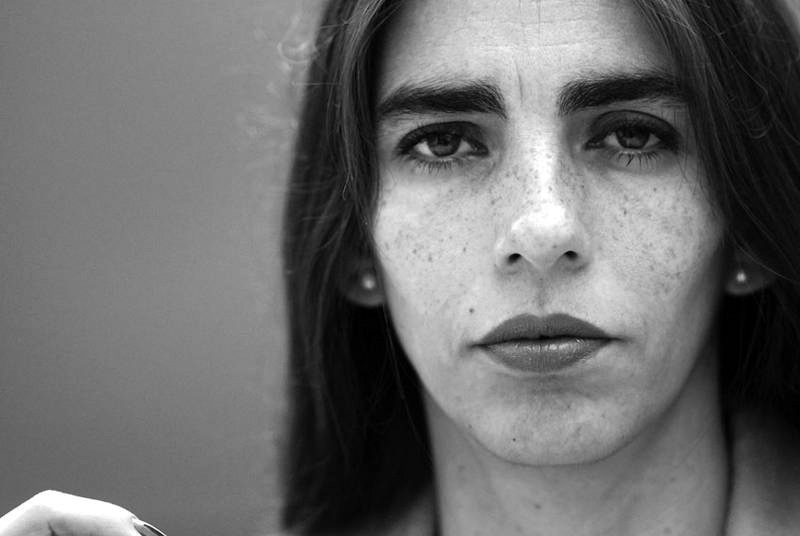
Gabriela tại Diễn đàn Quốc tế về Giải phóng và Bình đẳng

Lilly Gabriela Montaño Viaña (sinh ngày 2 tháng 12 năm 1975) là một bác sĩ, chính trị gia, và cựu thượng nghị sĩ người Bolivia.
Cô là chủ tịch của Hội đồng Lập pháp đa nguyên, một vị trí mà bà chấp nhận và sẽ giữ đến năm 2020 trong khi vẫn là đại diện tổng thống tại Santa Cruz de la Sierra cho đảng Phong trào Xã hội Chủ nghĩa (MAS). Vào năm 2012, Montaño đã trở thành nữ Tổng thống lâm thời đầu tiên của Bolivia kể từ khi Lidia Gueiler Tejada từng làm trong một thời gian ngắn. Montaño là một người bảo vệ nữ quyền và có tiếng nói về các quyền của cộng đồng LGBT. Cô đã là khách mời và diễn giả thường xuyên tại các diễn đàn và hội nghị ở những nơi khác nhau trên thế giới. Cô kết hôn với công dân Argentina Fabián Restivo, hai người đã có hai cô con gái.

## Tiểu sử
Lilly Gabriela Montaño Viaña sinh ngày 2 tháng 12 năm 1972 tại thành phố Cochabamba của Bolivia. Cô hoàn thành học tập cơ bản vào năm 1993 khi 18 tuổi và tốt nghiệp ngành y năm năm sau đó. Sau đó, cô đã theo đuổi và lấy được bằng về Sức khỏe Cộng đồng.
Trong nhiệm kỳ đầu tiên của Tổng thống Evo Morales, Montaño được bổ nhiệm làm đại diện tổng thống tại Santa Cruz de la Sierra, lúc đó là pháo đài của đảng Kháng chiến vì Chủ nghĩa Xã hội (MAS) mà bà và Morales là đảng viên. Trong cuộc Tổng tuyển cử Bolivian năm 2009, bà đã được bầu làm Thượng nghị sĩ cho Bộ Santa Cruz cho nhiệm kỳ 2010-2015. Năm 2012, khi không có Tổng thống Evo Morales, người rời khỏi để xuất hiện tại một cuộc họp của Liên Hợp Quốc và không có Phó Tổng thống Álvaro García Linera vì đi tham dự một cuộc họp chính thức tại Việt Nam, Montaño được bầu làm Chủ tịch lâm thời của Nhà nước đa nguyên của Bolivia trong 5 ngày, trở thành người phụ nữ thứ hai trong lịch sử của Bolivia (sau Lidia Gueiler Tejada) giữ vị trí này. Cô đã tuyên thệ trong một buổi lễ được tổ chức bởi Lực lượng Vũ trang Bolivian tại Sân bay El Trompillo ở Santa Cruz. [1] 20 giờ sau, cô vào Palacio Quemado dưới sự hộ tống của Trung đoàn Colorados Bolivian.